# Controversia sobre organismos modificados genéticamente
La controversia sobre organismos modificados genéticamente es una disputa sobre las ventajas y desventajas del uso de organismos modificados genéticamente para la obtención de alimentos y otros productos. En la disputa se encuentran involucrados consumidores, compañías biotecnológicas, organismos gubernamentales, organizaciones no gubernamentales y científicos. Las principales áreas de enfrentamiento se refieren al etiquetado de alimentos transgénicos, regulación por parte de los gobiernos, el efecto de los alimentos transgénicos en la salud y el medio ambiente, el impacto económico de los alimentos transgénicos y su papel en la lucha contra el hambre.
Actualmente existe una amplia evidencia científica de que los alimentos transgénicos no representan un peligro mayor que la comida convencional.
No existe evidencia de que el consumo de transgénicos tenga ningún efecto perjudicial sobre la salud humana.
Los detractores del consumo de transgénicos argumentan que no se ha evaluado convenientemente la seguridad del consumo de transgénicos y ponen en cuestión la objetividad de las autoridades reguladoras y de los científicos que argumentan que los transgénicos son seguros.

## Percepción pública

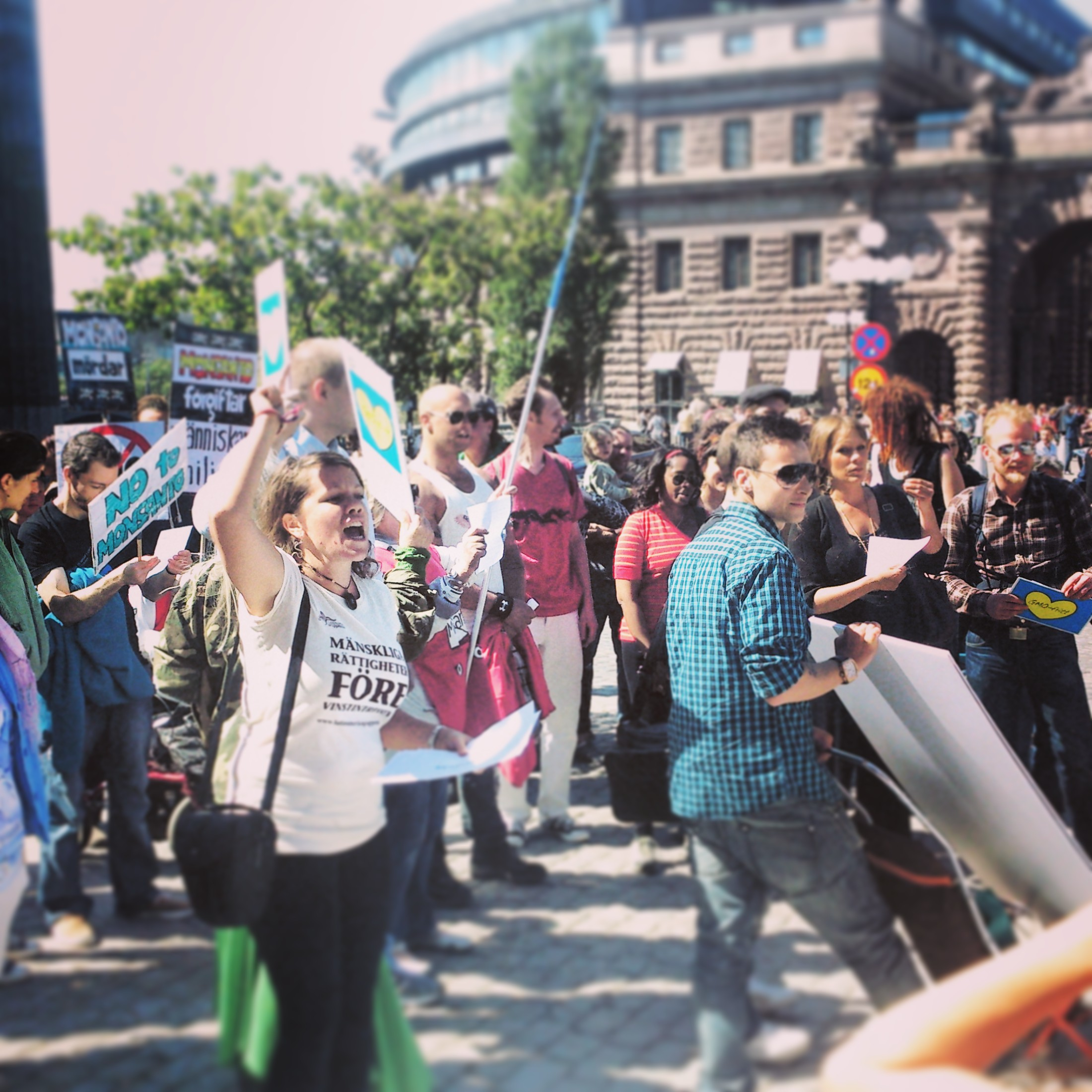
Estocolmo, manifestación contra Monsanto

En general existe un rechazo bastante amplio entre el público hacia los organismos genéticamente modificados. Este rechazo es especialmente intenso en Europa en general y Francia en particular.
Parte de este rechazo es explicado por las experiencias anteriores con productos como el DDT o el BPC, que en su día prometían ser revolucionarios pero tuvieron que ser retirados o su uso restringido debido a sus efectos sobre la salud y el medio ambiente. Esto ha minado la confianza del público en las autoridades reguladoras y en las compañías que introducen productos revolucionarios, especialmente alimenticios o sanitarios.
Además, existe la sensación de que los cambios sociales y tecnológicos están acelerándose cada vez más, lo que contribuye a un aumento de la ansiedad y de la sensación de pérdida de control, lo que se manifiesta en un rechazo cuando se cambia algo básico como la comida.
Existe un movimiento organizado por parte de muchos grupos activistas para conseguir una prohibición o moratoria al uso de transgénicos. Organizaciones internacionales como Greenpeace o Amigos de la Tierra incluyen a los transgénicos en su lista de actividades políticas y medioambientales mientras que otros grupos como GMWatch o el Instituto de la Ciencia en la Sociedad tienen la lucha contra los transgénicos como su única razón de ser. Este movimiento antitransgénico ha conseguido crear una sensación de miedo entre el público general, aunque también ha provocado voces disidentes.

## Evidencia científica
Estrictamente hablando, no se puede emitir un juicio sobre los alimentos transgénicos, en general, igual que no se puede, por ejemplo, emitir un juicio sobre las medicinas. Cada organismo modificado genéticamente es evaluado individualmente para verificar su seguridad para el consumo humano y para el medio ambiente.
Debido a la sensibilidad de la opinión pública sobre el tema, el proceso científico es a veces distorsionado por motivos políticos y propagandísticos, usándose artículos científicos como arma por ambas partes, aunque no se hayan corroborado sus conclusiones. Uno de los primeros casos ocurrió en 1999, cuando la revista Nature publicó un artículo que sugería que el maíz Bt era tóxico para las mariposas monarca. Hubo un clamor popular contra este maíz y, a pesar de que en 2001 varios estudios probaron que el polen del maíz Bt no era tóxico para las mariposas monarca, dicha toxicidad sigue siendo usada frecuentemente como argumento.
Algunos científicos han lamentado que «un solo artículo con datos preliminares diera tanta munición a los activistas antitransgénicos y provocara el desvío de fondos para apaciguar el miedo».
El consenso científico es que los alimentos modificados genéticamente son seguros y que no se ha documentado ningún caso de efectos adversos en la salud en la población humana y los cultivos transgénicos son más ecológicos, algo en lo que coinciden las principales asociaciones científicas, como PNAS, la Academia Nacional de Ciencias, la Asociación Americana para el Avance de la Ciencia, la Asociación Médica Americana, la Comisión Europea o la Royal Society of Medicine.

## Etiquetado
En 2014 había 64 países que requerían por ley el etiquetado de todos los alimentos modificados genéticamente, entre ellos la Unión Europea, Australia, Nueva Zelanda, China e India.
En otros países, como los Estados Unidos, no se requiere el etiquetado de los productos biotecnológicos.
Organismos científicos como la Asociación Médica Estadounidense (AMA) o la Asociación Estadounidense para el Avance de la Ciencia (AAAS) se han opuesto al etiquetado obligatorio de los productos modificados genéticamente porque consideran que no hay ninguna evidencia de daños potenciales. Según la AMA, incluso el etiquetado voluntario de los OMG es engañoso a menos que esté acompañado de una educación enfocada al consumidor. La AAAS ha declarado que el etiquetado obligatorio "solo puede servir para confundir y alarmar infundadamente al consumidor".
Otros organismos como la Asociación Estadounidense de la Salud Pública (APHA), o la Asociación Médica Británica (BMA) apoyan el etiquetado obligatorio.
En 2007, un estudio sobre el efecto de las leyes de etiquetado encontró que, una vez que el etiquetado obligatorio entraba en vigor, la mayoría de las empresas dejaban de usar OMGs en sus productos. Este estudio también encontró que los costes resultaron mayores en los países exportadores que en los importadores. De hecho, países netamente exportadores como los Estados Unidos, Argentina y Canadá han adoptado estrategias de etiquetado voluntario, mientras que los importadores han adoptado como regla general, legislaciones que obligan al etiquetado.

## Salud
Existe un amplio consenso científico de que las variedades de organismos transgénicos actualmente en el mercado son seguras para el consumo humano y no presentan más problemas que los alimentos convencionales.
Hasta la fecha en la literatura científica no se ha documentado ningún efecto perjudicial por consumo de transgénicos.
Según la Asociación Americana para el Avance de la Ciencia, «los alimentos derivados de organismos transgénicos no representan un peligro mayor que los mismos cultivos obtenidos por técnicas convencionales de cultivo».
La Asociación Médica Americana, las Academias Nacionales de la Ciencia y la Sociedad Real de Medicina han declarado que no se ha informado en la literatura científica de ningún efecto para la salud en la población humana por el consumo de transgénicos.
En 2004 se publicó el informe del Grupo de Trabajo 1 del proyecto ENTRANSFOOD, compuesto por científicos y financiado por la Unión Europea para identificar los prerrequisitos necesarios para introducir productos biotecnológicos agrarios en el mercado de manera aceptable para la sociedad. En este informe, se concluía que «los métodos existentes para la evaluación de la seguridad de los organismos genéticamente modificados (GMOs) son eficientes y garantizan que los alimentos GM que han pasado estas pruebas son tan seguros y nutricionales como los alimentos convencionales».
En 2010, el Directorio General para la Investigación y la Innovación de la Comisión Europea emitió un informe en el que se aseguraba que «La principal conclusión obtenida de los esfuerzos de más de 130 proyectos de investigación, cubriendo un periodo de más de 25 años de investigación e involucrando a más de 500 grupos de investigación independiente, es que la biotecnología, y en particular los OGM no son per se más peligrosos que, por ejemplo, las técnicas convencionales de cruce de plantas».

## Medio ambiente

Comparación entre el cruce convencional de variedades de plantas con la modificación genética transgénica y cisgénica.

Los cultivos genéticamente modificados se plantan en condiciones muy similares a las de los cultivos convencionales. Interaccionan directamente con los organismos que se alimentan en los cultivos e indirectamente con otros organismos de la cadena alimentaria. El polen se esparce en el medio ambiente de la misma manera que el de los cultivos convencionales. Esto ha hecho que surja la preocupación sobre los efectos de los OGM en el medio ambiente. Entre los posibles efectos se incluyen el flujo genético y la aparición de resistencias a pesticidas.
Una de las aplicaciones más comunes de las modificaciones genéticas es el control de insectos mediante la expresión de los genes cry (crystal delta-endotoxin) y vip (vegetative insecticidal proteins) de la bacteria Bacillus thuringiensis (Bt). Estas toxinas afectan a más insectos, aparte del objetivo (el taladro del maíz). Sin embargo las proteínas Bt han sido usadas en aspersión desde 1938 sin que se hayan observado efectos perjudiciales.
La proteína cry afecta selectivamente a lepidópteros (polillas y mariposas). Su mecanismo de acción tóxica se basa en su unión a receptores específicos de las células epiteliales del tracto digestivo medio, provocando su ruptura. Cualquier organismo que no tenga estos receptores resulta inmune a la acción de esta proteína y no es afectado por el Bt.
Por ley, las agencias regulatorias evalúan el potencial de las plantas transgénicas de afectar a organismos aparte del objetivo antes de aprobar su uso comercial.

## Efectos económicos
Las ventajas económicas derivadas de la producción de alimentos modificados genéticamente ha sido uno de los puntos fuertes de la expansión de esta tecnología. Una de las razones clave para la adopción de cultivos transgénicos por parte de los agricultores es la percepción de los beneficios económicos que les puede traer, incluso a agricultores de naciones en desarrollo.
Un estudio de 2010 por parte de científicos estadounidenses encontró que el aumento de beneficio económico debido cultivo de maíz Bt para los agricultores de cinco estados del medio oeste era de 6.900 millones de dólares durante los 14 años anteriores. Para su sorpresa, la mayoría de estos beneficios (4.300 millones de dólares) provenían de cultivos de maíz no Bt. Se especula si esto se debe a que el taladro del maíz que ataca al maíz Bt muere y quedan menos para atacar al maíz no modificado que se cultiva en las cercanías.
Algunos economistas agrarios han calculado que "el superávit mundial [se incrementó] en 240,3 millones de dólares. De este total, la mayoría (59%) fue recaudado por agricultores estadounidenses. De los desarrolladores de genes, Monsanto recibió la mayor parte (21%), seguido por los consumidores estadounidenses (9%), el resto del mundo (6%) y el suministrador de plasma germinal Delta and Pine Land Company (5%).""
Un estudio exhaustivo de 2012 de PG Economics, conlcuyó que los cultivos transgénicos incrementaron los ingresos de los agricultores globalmente en 14.000 millones de dólares en 2010, con casi la mitad de este total yendo a los agricultores de países en desarrollo.

### Suicidios en la India
Desde finales de los años 1990 y hasta el 2013, se han publicado varios artículos llamando la atención sobre el alto número de suicidios entre agricultores endeudados. De hecho, 290 000 agricultores se suicidaron entre 1995 y 2011.
Algunos estudios remontan este incremento de suicidios a principios de los años noventa.
No está clara la causa de este alto índice de suicidios aunque existen estudios que apuntan a las sequías y, en general, a la mala situación económica y la ausencia de políticas de protección social por parte del Estado.
Aunque algunos grupos han responsabilizado al aumento de producción transgénica en la India de este hecho, normalmente se han basado en malas interpretaciones estadísticas o en que las semillas cosechadas no pueden ser sembradas porque carecen de vigor. La conexión entre OGM y los suicidios se considera normalmente desacreditada.
De hecho, la ola de suicidios es anterior a la introducción del algodón Bt en la India en 2002 y las causas son principalmente socioeconómicas.
Análisis estadísticos de los datos proporcionados por el gobierno indio (publicados en Nature) llevan a la conclusión de que la introducción del algodón transgénico en el 2003, no impactó en el número de suicidios.

## Rendimiento
Existe un debate abierto sobre si los cultivos transgénicos son o no más eficientes que sus equivalentes convencionales. Las variedades comercializadas actualmente reducen de forma significativa las pérdidas por plagas y malas hierbas.
Sin embargo se encuentran en estudio variedades de plantas y animales enfocados al aumento directo de la productividad, como el salmón AquAdvantage, con un gen añadido para producir hormona del crecimiento y cuya aprobación por la FDA se encuentra en las fases finales.
Aunque existen algunos estudios científicos que no han encontrado diferencias en productividad o menor productividad en las plantaciones transgénicas, la mayoría de trabajos concluyen que sí existen dichos incrementos.
De media, los agricultores de los países desarrollados consiguieron aumentos de productividad del 6 %, mientras que en los países en vías de desarrollo, la productividad aumentó un 29 % de media. La necesidad de roturación es entre un 25 y un 58 % menor en la soja transgénica con resistencia a herbicidas, los requerimientos de insecticidas son entre un 14 y un 76 % menor en los cultivos con el gen Bt, y un 72 % de los granjeros a nivel mundial han experimentado mejoras económicas en sus plantaciones. En el caso de los cultivos resistentes al glifosato se obtiene, además, el beneficio de que se pueden plantar las plantas más densamente, ya que no es necesario controlar las malas hierbas que aparecen tras la roturación. En un estudio realizado por el INTA sobre el periodo 1996-2016, se concluyó que si no hubiese sido por el aumento en la producción debido a la introducción de semillas genéticamente modificadas, el precio mundial de la soja sería un 14 % más alto. Según otro estudio del INTA de 2003, el costo de producción de un campo sembrado con soja transgénica es, de media, 17,42 USD por hectárea menor al de las variedades no modificadas. El mismo informe atribuye este fenómeno al menor costo de los herbicidas que requieren estas variedades (entre un 54 y 56 % menos gasto en herbicida, compensando así el aumento del costo de la semilla).
Los críticos de los transgénicos se muestran en desacuerdo con estos resultados y niegan el aumento de productividad, atribuyéndolo a mejoras en la tecnología e incluso atribuyen a algunos transgénicos menores productividades. Greenpeace afirma que es un mito que el cultivo de transgénicos mejore la productividad, atribuyendo el aumento medido en algunos estudios al uso de agroquímicos. En el mismo informe afirma que el costo de producción de soja transgénica es entre 4 y 5 veces superior al costo de producción de su equivalente no modificada genéticamente.